# Avant que nature meure
 (octobre 2020).
Avant que nature meure est un ouvrage de Jean Dorst publié en 1965. Il s'agit de l'un des premiers ouvrages francophones à traiter ouvertement de la menace que les activités humaines font peser sur la nature.

## Historique
La Nature dénaturée, une version abrégée de l'ouvrage Avant que nature meure de Jean Dorst, paraît en 1970. 
Avant que nature meure est reconnu pour être l'une des premières « analyse vivante et prémonitoire de la crise d'érosion de la biodiversité aujourd'hui avérée ».
Il a été réédité en 2012 dans une édition intitulée Avant que nature meure, pour que nature vive  (ISBN 9782603018767).